# Apstriden 1964
Apstriden 1964 var en debatt som uppstod inom Ydre kommun 1964 där skolundervisning i evolutionsläran ifrågsattes.
Ydre kommun var efter andra världskriget en avfolkningsbygd med knappt 4 900 invånare år 1965 varav cirka var femte vuxen tillhörde någon av de 16 olika frikyrkoförsamlingarna. Statskyrkan var också stark.
I mitten av oktober 1964 vid ett föräldramöte i Norra Vi socken startade en fejd kring frågan om "människan härstammade från aporna enligt utvecklingsläran" eller enligt Bibelns skapelseberättelse. Detta med anledning av en nyintroducerad lärobok "Människan, naturen och samhället" avsedd för orienteringsämnet för fjärdeklassare, där författarna redogjorde för evolutionsteorin och exemplifierade med bilder. Utöver frikyrkomedlemmar deltog flera ledande personer inom Svenska statskyrkans Ydreförsamlingar med kyrkoherden i Norra Vi i spetsen i striden på de protesterandes sida. Nyheten om "apstriden" i det för de flesta svenskar okända Ydre spreds snabbt via riksmedia och uppmärksammades även internationellt.
Apdebatten förlorade efter några veckor riksintresse och avklingade även i Ydre kommun inom några månader. Den återkom emellertid av och till som sidospår i bland annat den lokala skoldebatten om exempelvis sexualundervisning och i november 1966 även i tidningen Expressen i en artikel om skoldans skulle tillåtas i Ydre kommun eller inte.